# نصف دولار حج المئوية الثالثة
نصف دولار حج المئوية الثالثة أو نصف دولار الحج هي عملة تذكارية من فئة خمسين سنتًا سكها مكتب دار سك العملة بالولايات المتحدة في عامي 1920 و1921 للاحتفال بالذكرى الثلاثمائة (الذكرى المئوية الثالثة) لوصول الحجاج إلى أمريكا الشمالية. صممت بواسطة سايروس دالين.
شارك عضو الكونجرس عن ولاية ماساتشوستس جوزيف والش في الجهود الفيدرالية وجهود الولاية المشتركة للاحتفال بالذكرى السنوية. عندما رأى نصف دولار مقترح لذكرى ماين المئوية، أقترح مشروع إصدار عملة معدنية لذكرى الحج لدعم الاحتفالات في بليموث، ماساتشوستس. انتقل مشروع القانون بسرعة عبر العملية التشريعية وأصبح قانوناً في 12 مايو 1920.
انتقد النحات جيمس إيرل فريزر بعض جوانب التصميم، لكن وزارة الخزانة وافقت عليه على أي حال. بعد بداية واعدة، تضاءلت المبيعات، وعادت عشرات الآلاف من العملات المعدنية إلى دار سك العملة في فيلادلفيا لصهرها. وأشار عالم العملات كوينتين ديفيد باورز إلى حقيقة أن العملات المعدنية سكت في السنة الثانية كبداية لإجبار هواة الجمع على شراء أكثر من قطعة واحدة من أجل الحصول على مجموعة كاملة.

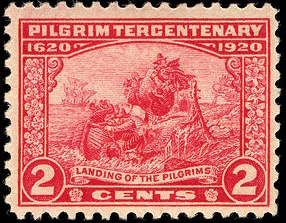
طابع بقيمة سنتان بمناسبة الذكرى المئوية الثالثة، يصور نزول الحجج

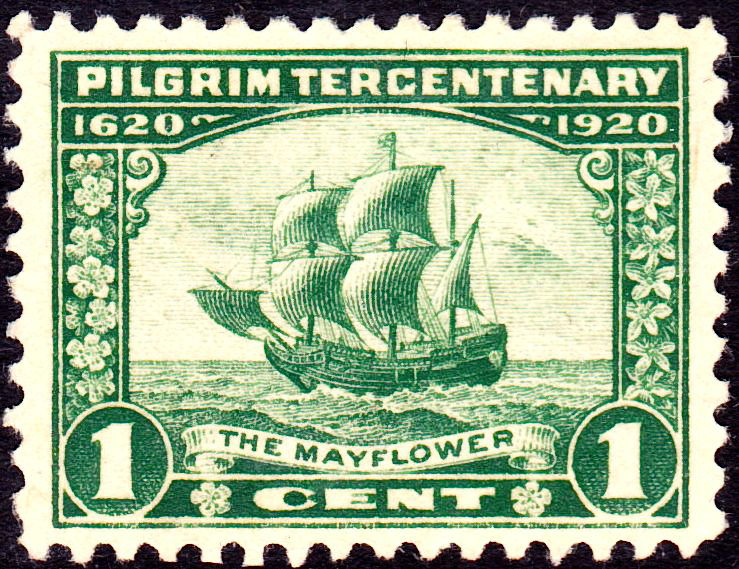
طابع أمريكي بقيمة سنت واحد بمناسبة الذكرى المئوية الثالثة، يصور سفينة المايفلاور

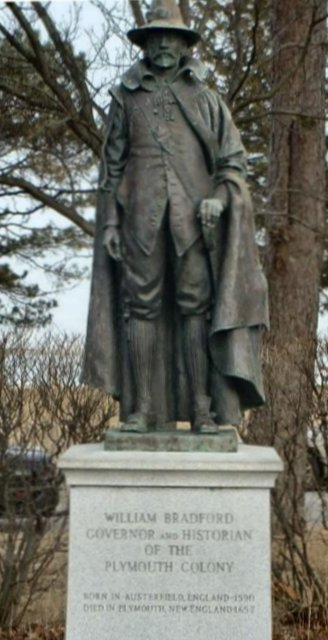
الحاكم ويليام برادفورد (1920) تصميم سايروس دالين، الذي صمم العملة أيضًا

## تصميم

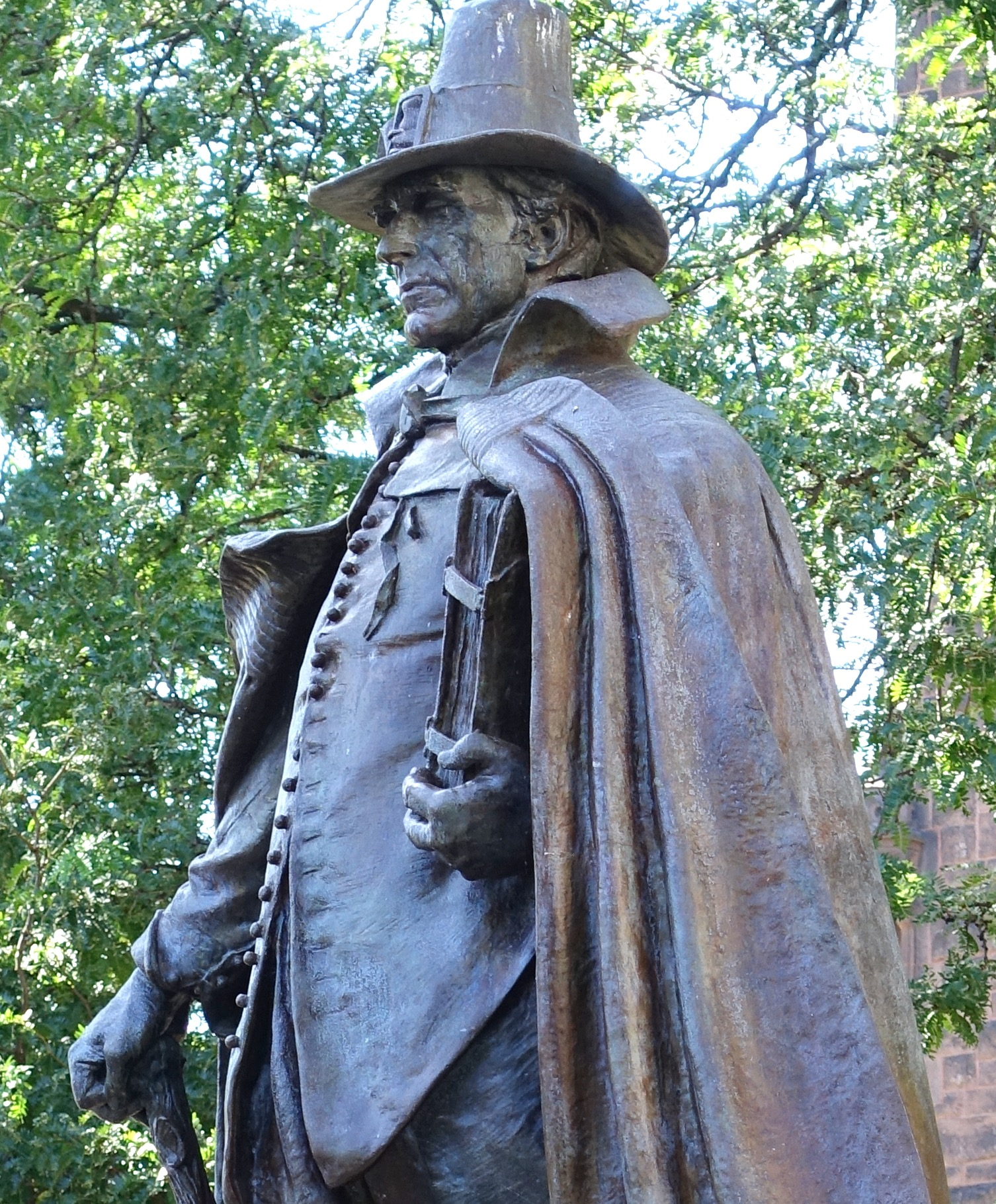

يظهر وجه العملة ويليام برادفورد. يرتدي قبعة ويحمل الكتاب المقدس تحت ذراعه. وهو في لحظة التأمل. نماذج دالين الجصية كانت تحتوي على عبارة "الكتاب المقدس" على المجلد. وأزيلت الأحرف الأولى من اسم دالين "CED". بدلاً من ذلك، وضع حرف D الأولي تحت مرفق برادفورد، ومن المحتمل أن يكون قد طبع على المحور كفكرة لاحقة تستخدم عادةً لإنشاء علامة السك D لـ Denver Mint. اعتبر عالم العملات أنتوني سوياتيك ووالتر برين أن طوق برادفورد العريض قريب بما يكفي للارتداء البيوريتاني [الإنجليزية] في ذلك اليوم، وشكك أيضاً في صحة ربطة العنق المكشكشة. إن صورة برادفورد هي في كل الأحوال اختراع؛ لا يوجد شبه حقيقي له معروف. وإن فجاجة الحروف التي اشتكى منها فريزر ليست واضحة بسبب الحجم الصغير نسبيًا للعملات المعدنية.
والعكس يصور سفينة المايفلاور. ركز كتاب العملات الكثير من الاهتمام على حقيقة أن السفينة تحمل ذراعًا طائرًا [الإنجليزية] مثلثًا، وهو نوع من الأشرعة لم تستخدم في وقت رحلة المايفلاور. وتجنب هذا الخطأ كلير أوبري هيوستن في تصميمه لطابع المائة سنت الصادر في 21 ديسمبر 1920، والنقوش والتواريخ التي تحيط بالعملة واضحة.
مؤرخ الفن كورنيليوس فيرميولي، في كتابه عن العملات المعدنية والميداليات الأمريكية، اعتبر نصف دولار الحج "تحفة فنية". وأعتبر السفينة على العكس بمثابة تقدم كبير مقارنة بتصوير جورج مورغان عام 1892 لسانتا ماريا على نصف دولار كولومبي، وهي من بين خمسة سفن نقشت على العملات التذكارية في الثلاثينيات، وكتب "إن سفينة الحجاج مثيرة للإعجاب."

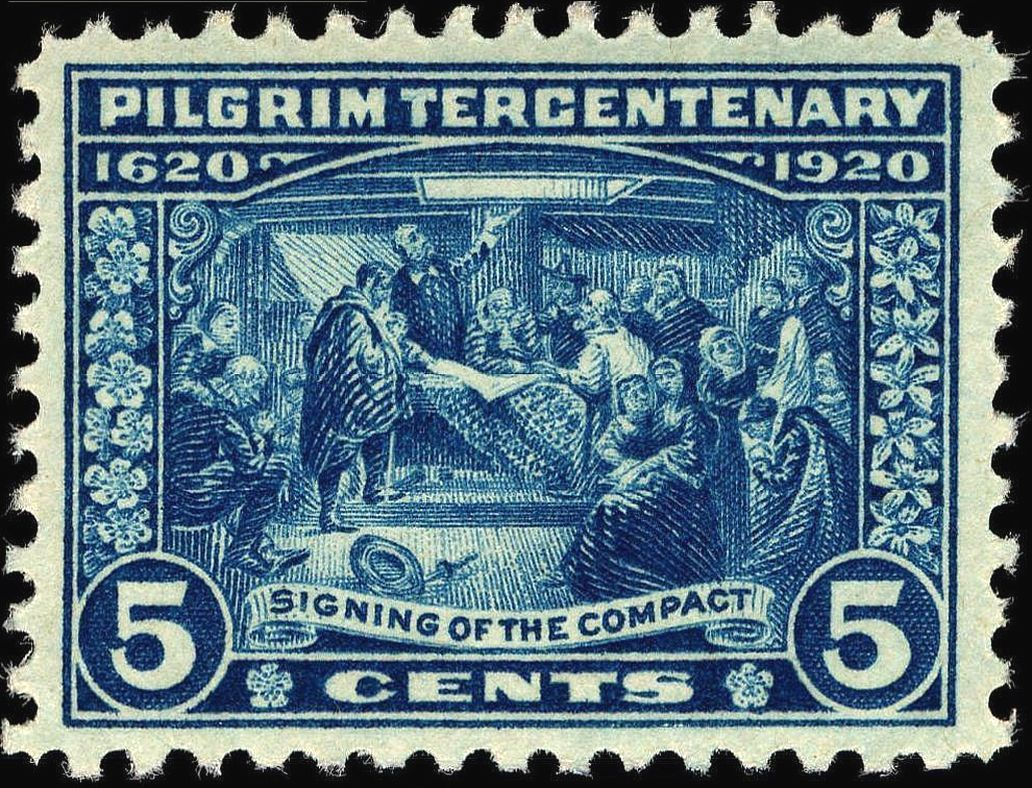
طابع بخمسة سنتات بمناسبة الذكرى المئوية الثالثة، يصور توقيع ميثاق ماي فلاور